# Jaroslav Švach
Jaroslav Švach (3. ledna 1973 – 28. května 2020) byl český fotbalový obránce a záložník.

## Fotbalová kariéra
S fotbalem začínal v Moravském Krumlově. Vrcholově hrál za FC Svit Zlín, FC Slušovice, PFK Piešťany, FK Astana a SFC Opava. V československé a české lize nastoupil celkem ve 189 utkáních a dal 17 gólů, dalších 8 startů a 1 branku přidal v kazašské nejvyšší soutěži. Hrál také MSFL za SK Hanácká Slavia Kroměříž.

## Ligová bilance
| Ročník              | Zápasy | Góly | Minuty | Klub            |
| ------------------- | ------ | ---- | ------ | --------------- |
| I. liga 1992/93     | 9      | 1    | –      | Dukla Praha     |
| I. liga 1993/94     | 14     | 2    | 845    | FC Svit Zlín    |
| I. liga 1994/95     | 25     | 2    | 1 503  | FC Svit Zlín    |
| I. liga 1995/96     | 13     | 0    | 842    | FC Svit Zlín    |
| II. liga 1995/96    | 12     | 0    | –      | FC Slušovice    |
| II. liga 1996/97    | 26     | 4    | –      | FC Zlín         |
| II. liga 1999/00    | 5      | 0    | –      | FK Svit Zlín    |
| II. liga 2000/01    | 21     | 2    | –      | FK Svit Zlín    |
| II. liga 2001/02    | 27     | 5    | –      | FK Zlín         |
| I. liga 2002/03     | 26     | 4    | 2 339  | FC Tescoma Zlín |
| I. liga 2003/04     | 24     | 2    | 1 982  | FC Tescoma Zlín |
| I. liga 2004/05     | 24     | 3    | 2 010  | FC Tescoma Zlín |
| I. liga 2005/06     | 28     | 2    | 2 445  | FC Tescoma Zlín |
| I. liga 2006/07     | 26     | 1    | 2 222  | FC Tescoma Zlín |
| I. liga 2007        | 8      | 1    | –      | FK Astana       |
| II. liga 2007/08    | 6      | 1    | –      | SFC Opava       |
| II. liga 2009/10    | 4      | 0    | –      | FC Tescoma Zlín |
| CELKEM I. LIGA ČR   | 180    | 16   | 14 188 |                 |
| CELKEM I. LIGA ČSFR | 9      | 1    | –      |                 |
| CELKEM I. KAZ. LIGA | 8      | 1    | –      |                 |
| CELKEM II. LIGA ČR  | 101    | 12   | –      |                 |